# ウォーリア (装甲艦)
ウォーリア (HMS Warrior) は鉄製の船殻と装甲を持ったイギリス海軍最初の装甲艦。1860年進水、1861年竣工。その前年に進水したフランスの装甲艦「ラ・グロワール」に対抗して建造された。

## 概要
1861年8月に就役した時点で、「ウォーリア」は世界にそれまで存在した装甲艦よりも際立って大きく、また最も高速、重武装、重装甲の軍艦であった。「ラ・グロワール」に比べても2倍の大きさを持ち、速度、装甲、備砲のいずれも完全に凌駕していた。
「ウォーリア」は革命的な技術を採用したわけではなかったが、新型の小型蒸気機関、ライフリング付き後装砲、装甲配置と装甲の新素材、それにスクリュー推進などのアイディアを初めて1隻の船に統合し、かつてないスケールでそれを実現していた。
「ウォーリア」の建造とともに、高威力の艦砲と高い防御装甲という矛盾のことわざ通りの果てしない性能競争が始まり、それは第二次世界大戦において空軍力が戦艦を時代遅れの存在にするまで続いた。「ウォーリア」自身もこの激しい競争によって速やかに時代遅れとなり、1883年5月には実戦部隊から引退した。「ウォーリア」は現在ポーツマス港において博物館船となっている。

## 設計と建造
「ラ・グロワール」設計の極秘情報は1858年5月にイギリス海軍本部にもたらされた。クリミア戦争中の英仏間に存在した緊密な協力関係は一瞬にして消滅した。「ラ・グロワール」とその姉妹艦の詳細情報はすべてフランスの最高機密として扱われていた。新しく成立したイギリスのダービー伯政権は当初、フランスの新しい建艦計画を深刻な脅威と受けとめようとしなかったが、1858年8月になって、その結果としてフランスが蒸気推進艦に関してはイギリスと肩を並べ、装甲艦に関してはイギリスをすっかり凌駕することが明らかになった。
海軍監督官のボールドウィン・ウェイク・ウォーカーや、海軍省の議会次官ヘンリー・コリーの強い要請を受け、海軍本部委員会は1858年11月22日、「ラ・グロワール」とほぼ同等の木造装甲艦の設計要求を発した。
しかし、ウォーカーとその主任設計者のアイザック・ワッツには、資材として木材が適切であるとはどうしても考えられなかった。当時の木造船建造能力は既に最大サイズに達しており、また、最大の物の一部はすでに老朽化の徴候を示していた。そして、森林破壊による木材供給能力の低いイギリスの国土に関する深刻な問題と、現場からの速やかな建造が求められていることを考え合わせると（木造船より鉄製の船の方がはるかに早く建造でき、船体サイズも未知数であった）、もはや鉄製船殻の採用以外に選択の余地はなかった。また、重量を食う装甲板の採用によって複数の砲甲板を持つ構造は重心面においてトップヘビーを招くため実現不可能となり、結果として「ラ・グロワール」と同じく一層式の砲甲板に片舷17門の単装砲を15フィート間隔で並べることとなったため、砲列甲板の長さは長大なものとなった。所定の艦首部と艦尾部を加えると船体の長さは約380フィート (120 m)を必要とし、それは従来のいかなる軍艦よりも100フィート (30 m)も長かった。しかし、戦列艦時代のズングリとした艦形に比べ、新型装甲艦は縦に長いスマートな艦形となったために速力の向上に繋がった。
W・ブラウンリーは1985年の著書で「ウォーリア」を「最初の近代戦艦」と呼び、また1987年の『サイエンティフィック・アメリカン』誌に、その革新的な特徴について述べている。
海軍本部の設計は1858年12月末に承認されたが、鉄製船殻に関する経験がないため、海軍本部委員会は国内の最も先進的な複数の鉄船造船会社に設計を依頼した。それらの設計は1859年4月に提出されたが、ワッツはそのいずれも何らかの点で、自身の設計基準に達していないと考えた。その結果、海軍本部の設計による新しい鉄製フリゲート建造の入札が行われ、ロンドンのテムズ鉄工造船所が契約を獲得した。契約では進水を契約の11ヵ月後と取り決めていたが、それはあまりにも楽観的な日程だった。
「ウォーリア」の進水は1860年12月29日に行われたが、その年の冬は50年に一度という記録的な寒波に見舞われており、船体が滑走台に凍りついてしまったため、6隻の曳船によって川に引き出された。竣工は1861年の10月24日で、費用は377,292ポンドであった。「ウォーリア」は1858年11月に建造が決定されてからちょうど35ヵ月後に就役した。

## 運用歴
「ウォーリア」は就役中に実戦を経験することはなかったが、「ウォーリア」と姉妹艦の「ブラック・プリンス(HMS Black Prince) 」は進水当時、世界最大最強の軍艦だった。海軍技術の進歩は著しく、両艦とも10年後には第一線から退かざるを得なかった。1869年、「ウォーリア」「ブラック・プリンス」と木造外輪フリゲート「テリブル(HMS Terrible) 」は特別に造られた浮ドック「バミューダ (AFD Bermuda)」を、マデイラ諸島からバミューダ諸島のアイルランド島まで大西洋を横断して曳航する任務を与えられた。この航海には39日を費やした。 1875年4月1日、「ウォーリア」は予備艦隊に編入され、さらに1883年5月31日、時代遅れとなったことを理由に退役した。そして武装とマストを取り外された。
その後、ウォーリアは浮き倉庫（ハルク）として使用され、1902年から1904年にかけては、駆逐艦戦隊の倉庫船となった。1904年にはポーツマスのHMSヴァーノン（軍艦ではなく、イギリス海軍の魚雷学校。海軍には付随する沿岸施設にもHMSとつける習慣がある。）に所属して「ヴァーノンIII (Vernon III) 」と名を変えた。その役割は、ヴァーノンに付属するいくつかの船殻に蒸気と電力を供給することだった。1923年10月に、ヴァーノンが新たに建設された沿岸施設に移転すると、「ウォーリア」とその他の船殻は不要となり、イギリス海軍は1924年に「ウォーリア」を売りに出した。

## 老朽化
「ウォーリア」にとっては幸運なことに、海軍が売却を決めた時は折りしも第一次世界大戦の終了により良質な鋼鉄を使用した近代軍艦が数多く解体されていたために屑鉄需要が低下しており、「ウォーリア」は商業的な関心を呼び起こすことなく、それから5年間ポーツマスに留め置かれた。結局、スクラップとして売却する計画は1929年3月に放棄され、新しい係留地であるウェールズのミルフォード・ヘイヴンにあるペンブローク・ドックに曳航された。到着と同時に「燃料油ハルクC77 (Oil Fuel Hulk C77) 」とのみ呼ばれる燃料突堤兼作業員詰所となった。
その後50年間、「ウォーリア」は、時折メンテナンスのために近くの乾ドックに曳かれて行くほかは、ラニオン・コーヴ（Llanion Cove）において沖合の燃料庫として使われ、1929年から1979年までに5,000隻近くの船に燃料を供給した。その間、イギリスの生き残りの装甲艦とその後継者である戦艦はすべてスクラップとして売却された。

## 救済

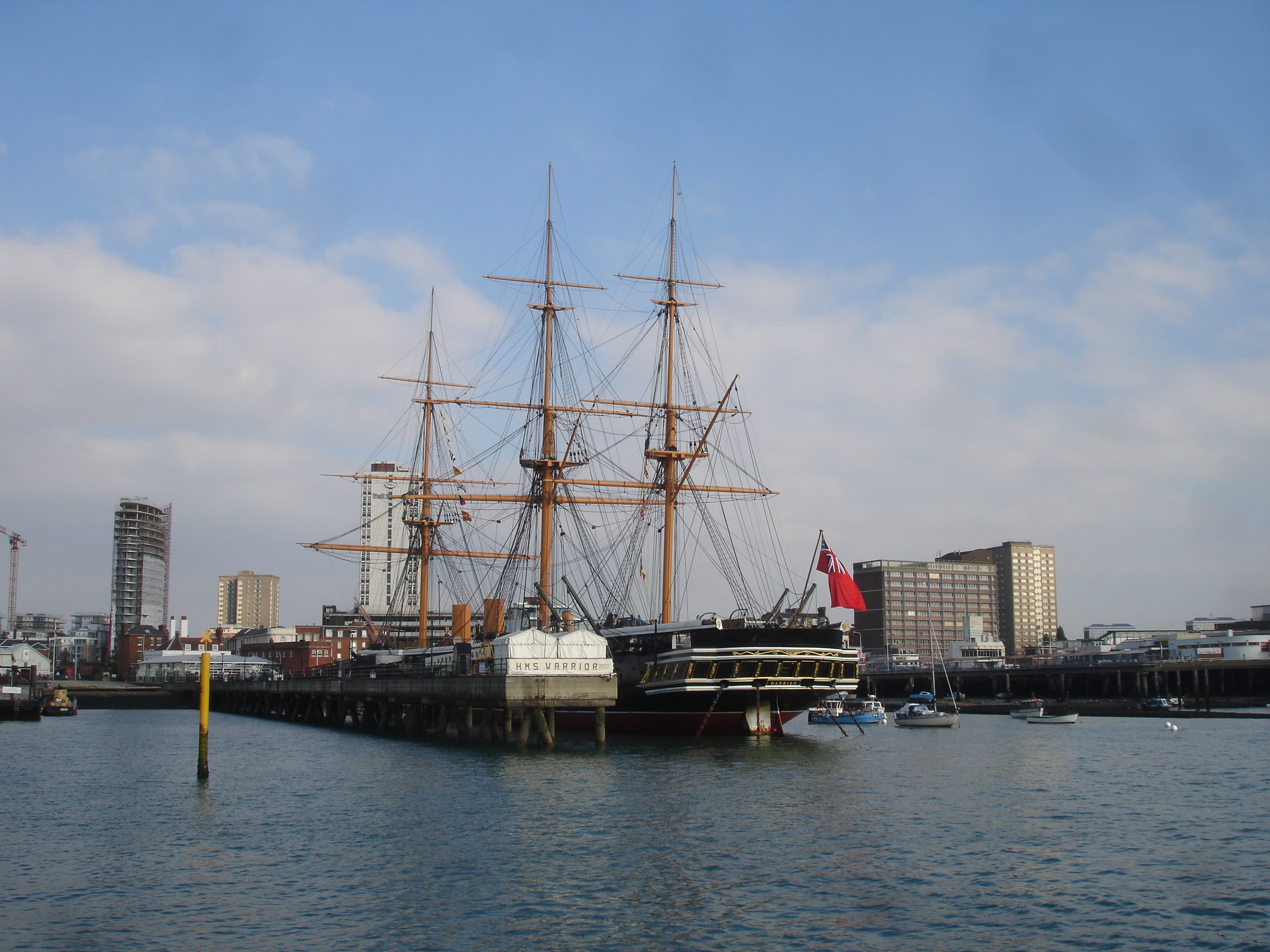
ポーツマス港から見た「ウォーリア」の艦尾と側面

ウォーリアは非営利団体「マリタイム・トラスト (Maritime Trust) 」の力によって廃棄の運命から救われた。「ウォーリア」は世界初の鉄製装甲軍艦として、イギリス海軍の歴史的に最も重要な軍艦のうちの1隻と認められた。1968年にフィリップ王配は、ウォーリアを救い出し、復元するための会議を主催した。そして1年後、この年老いた装甲艦と、その他の歴史的な船を保存するための非営利団体が設立された。団体は1970年代を通して「ウォーリア」を保存する可能性について交渉と調査を行い、ついに1979年8月、その権利を獲得した。
ウォーリアの博物館船への復元は1979年8月、まずその一時的な母港となるハートルプールの石炭ドックに向かう800マイル (1,287.475 km)の旅から始まった。ハートルプールには1979年9月3日に到着した。回復作業はまず、燃料突堤への転換の際に上甲板に流し込まれた分厚いコンクリートを含む80トンものゴミを除去することから始められた。その後、8年の歳月と800万ポンドの資金をかけて、甲板、内部区画、主機や木工品、什器類が復元され、または再作成された。またマストや索具、煙突なども再現され、1960年代に破壊された船首像もオリジナルの写真を手本に新たに制作された。1987年6月16日、「ウォーリア」はほぼ完全に復元された状態で、現在の場所であるポーツマスに到着した。
復元された装甲艦は「ウォーリア」と改名されたが、イギリス海軍の作戦司令部「HMSウォーリア」（現在のノースウッド司令部と同立地）との混同を避けるため、正式名称は「ウォーリア (1860)」として区別される。

## 画像

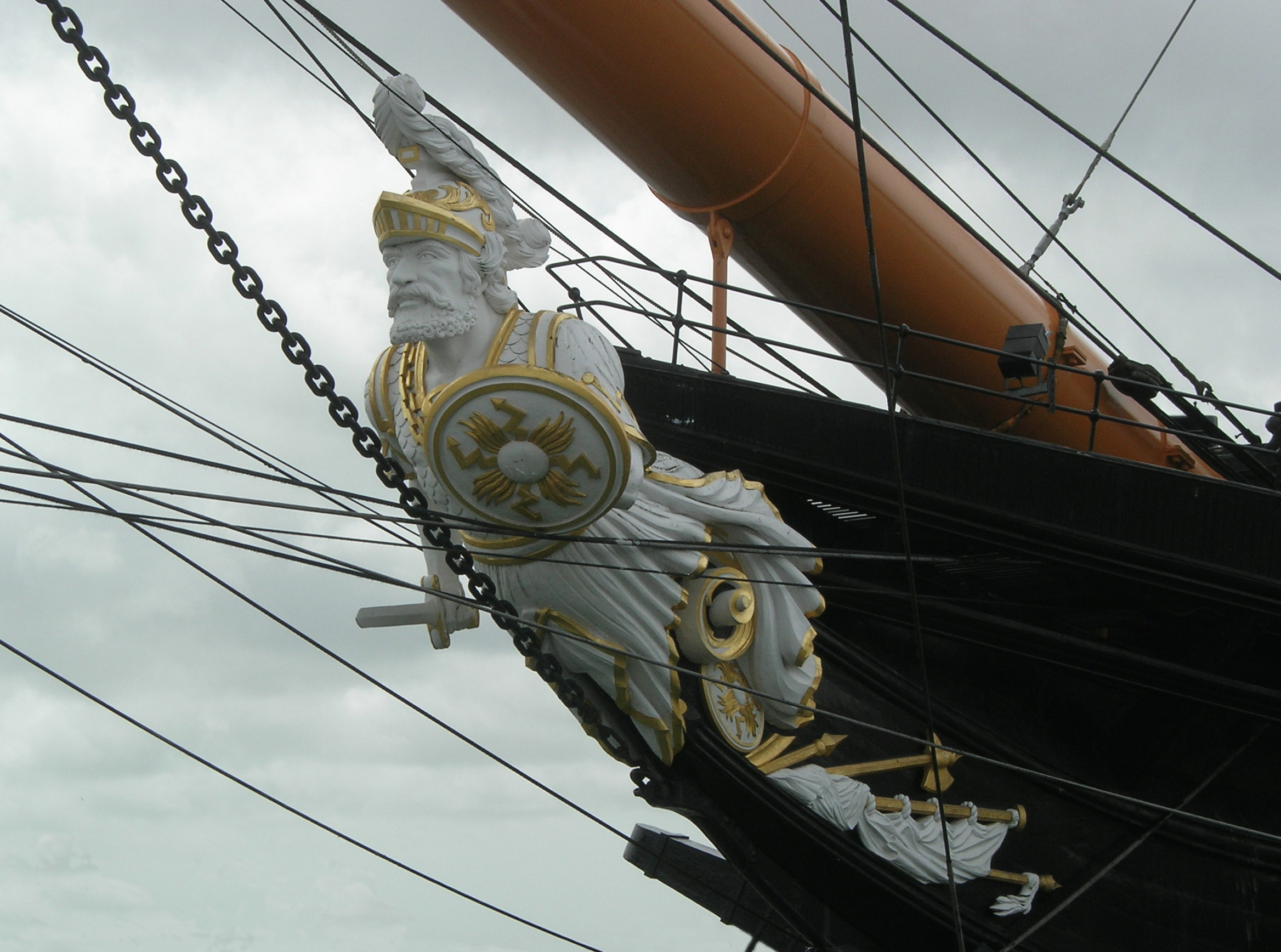
船名（ウォーリア）を象った船首像
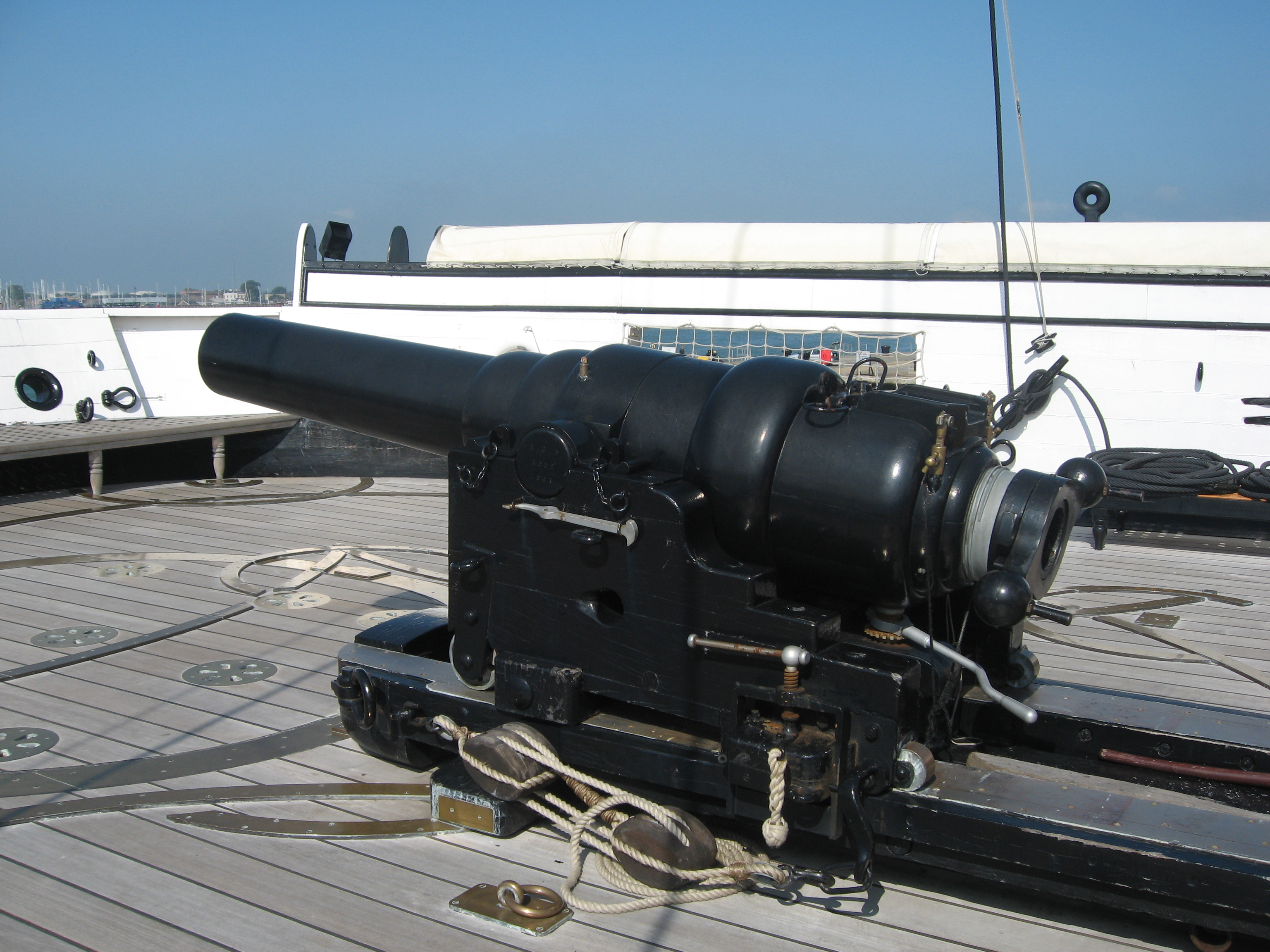
110ポンド後装砲
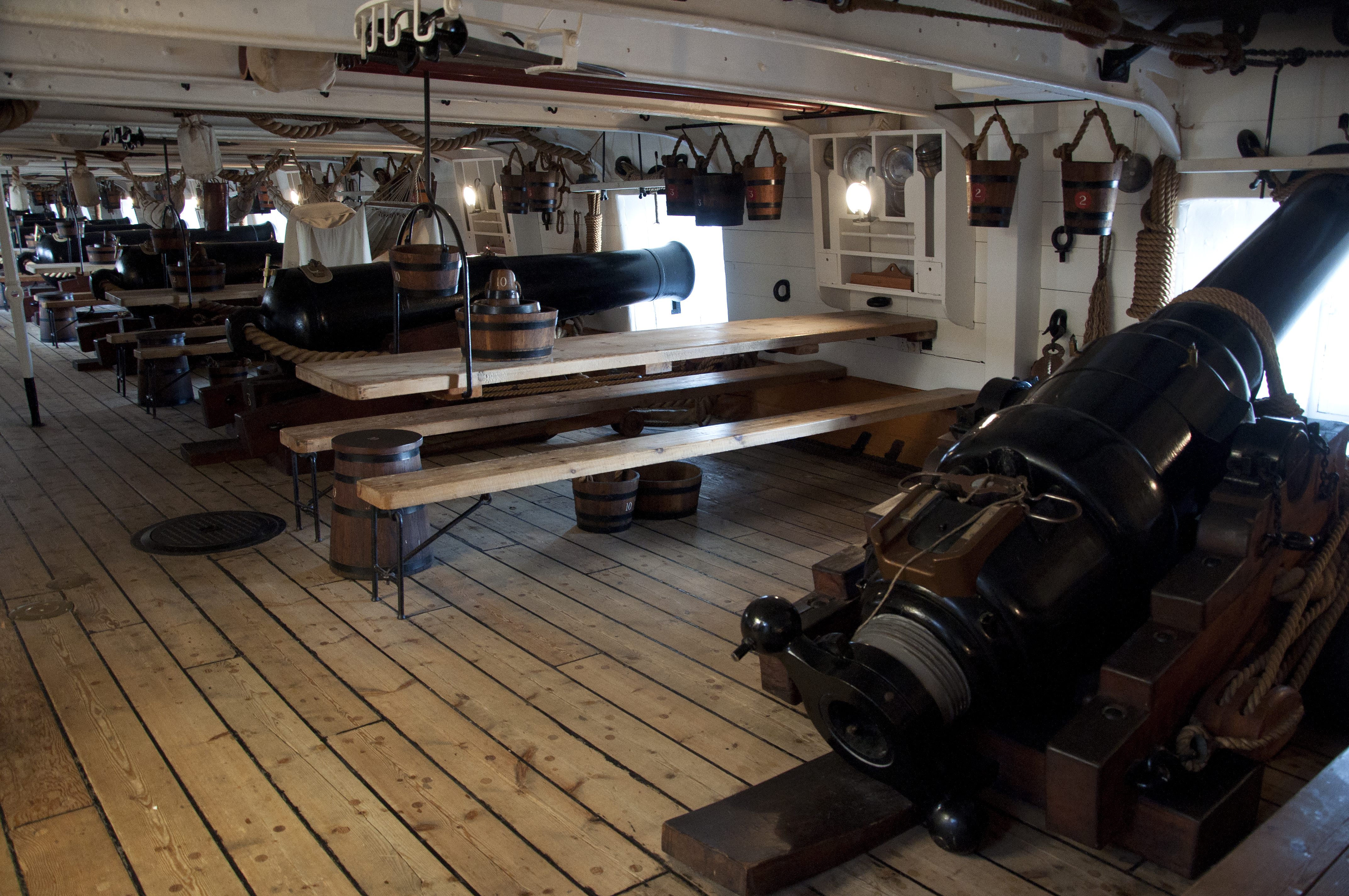
砲甲板（復元後）
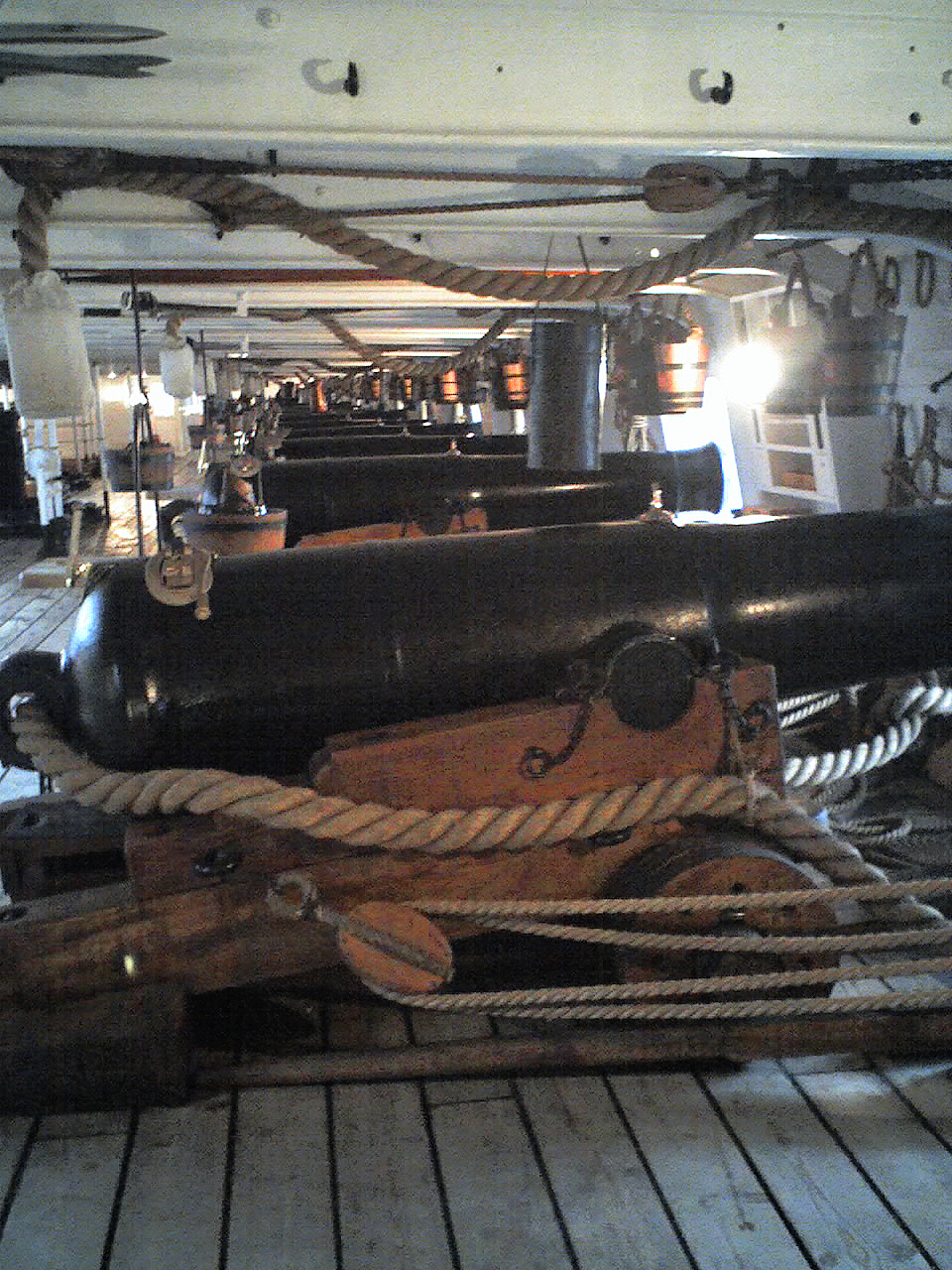
砲甲板と68ポンド砲
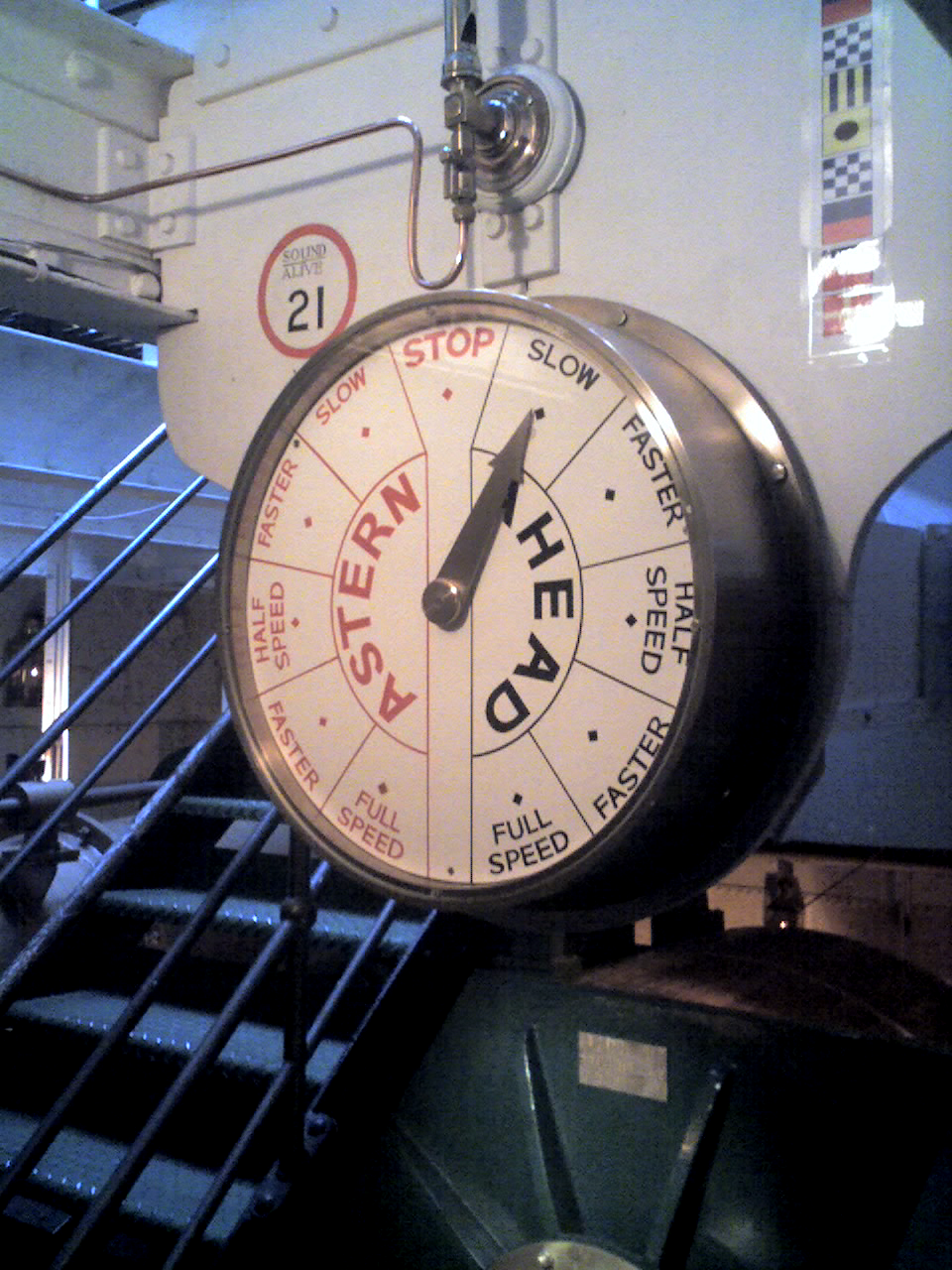
主機室にある表示ダイヤル
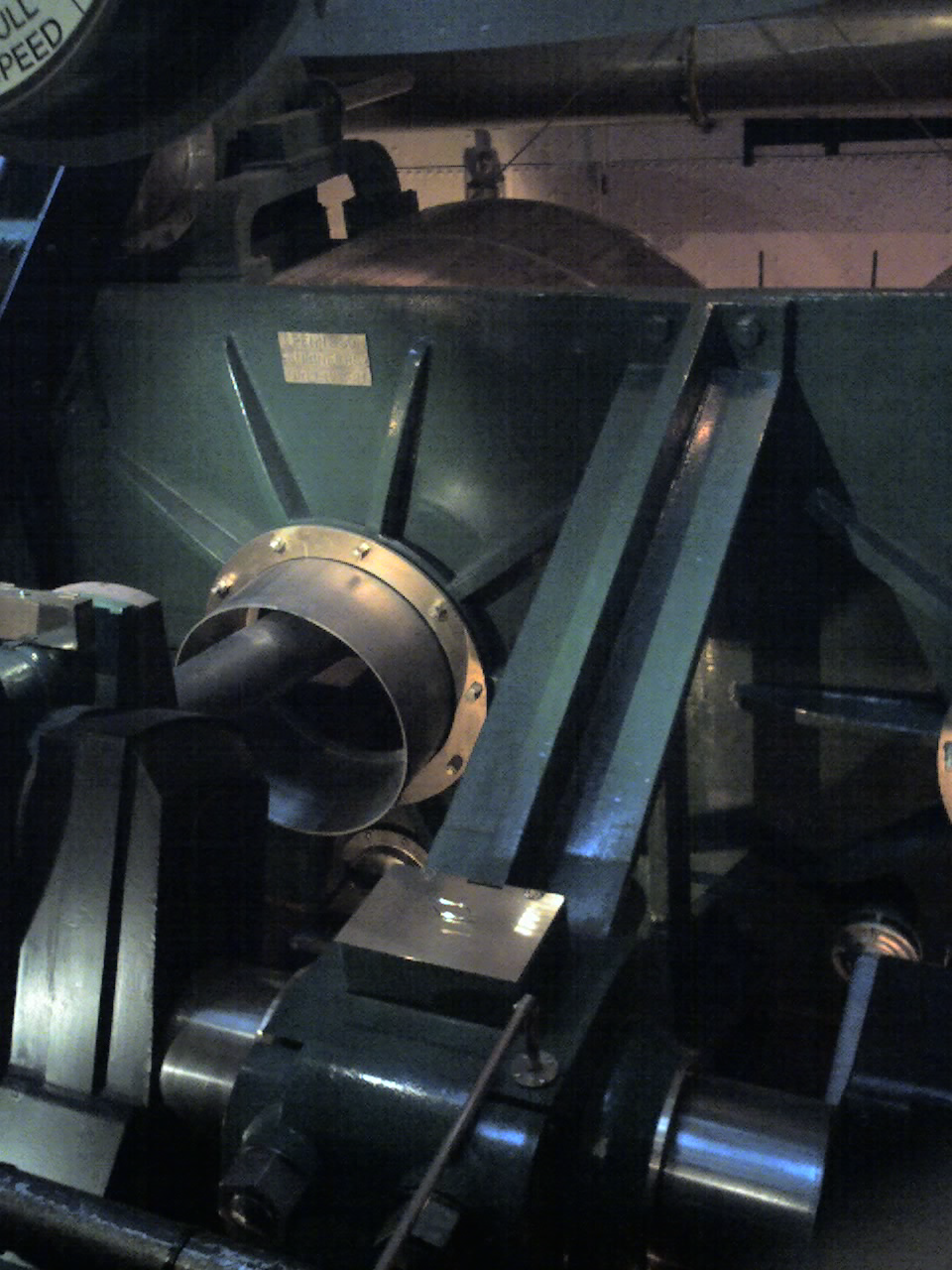
主機のレプリカ
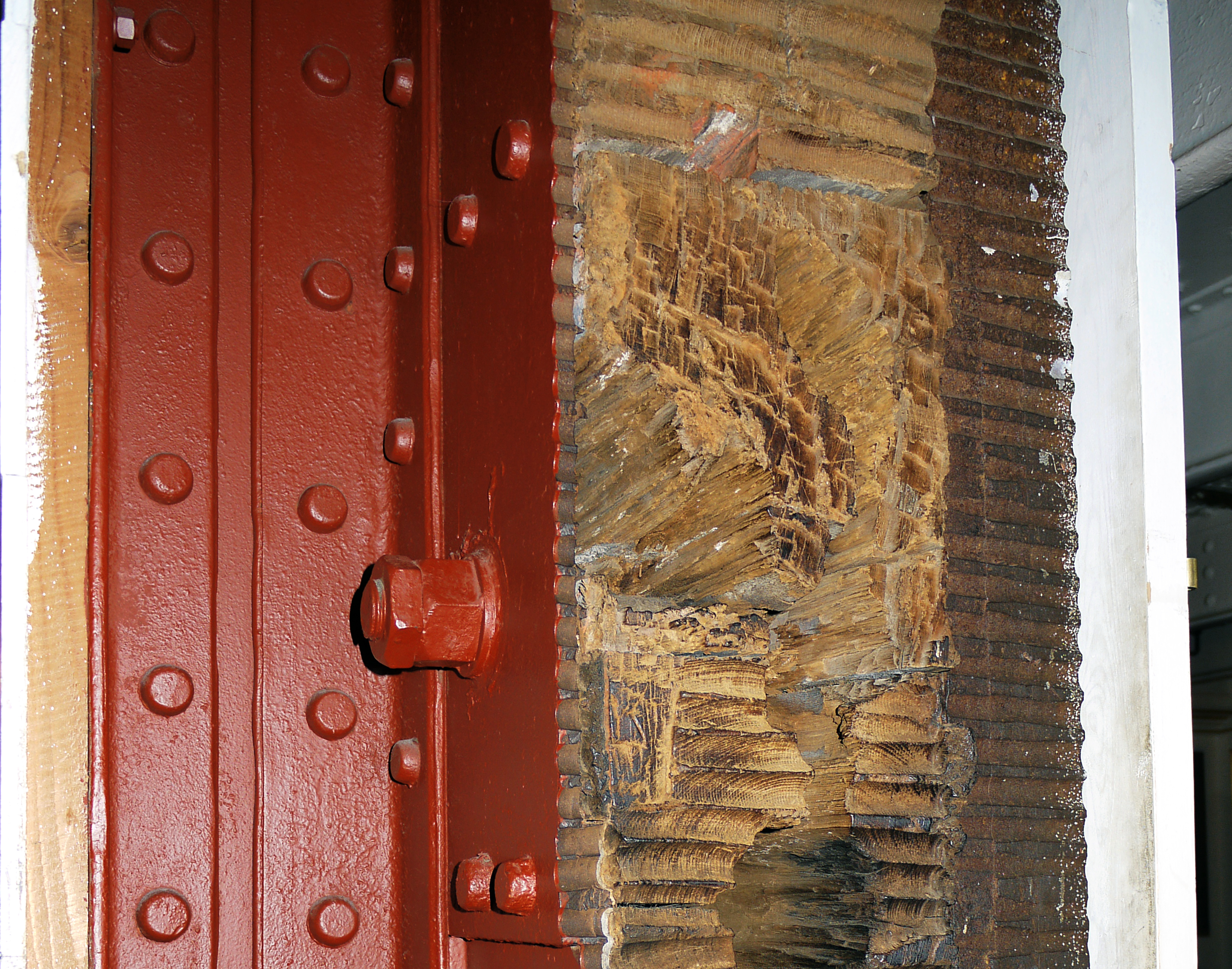
隔壁装甲の断面
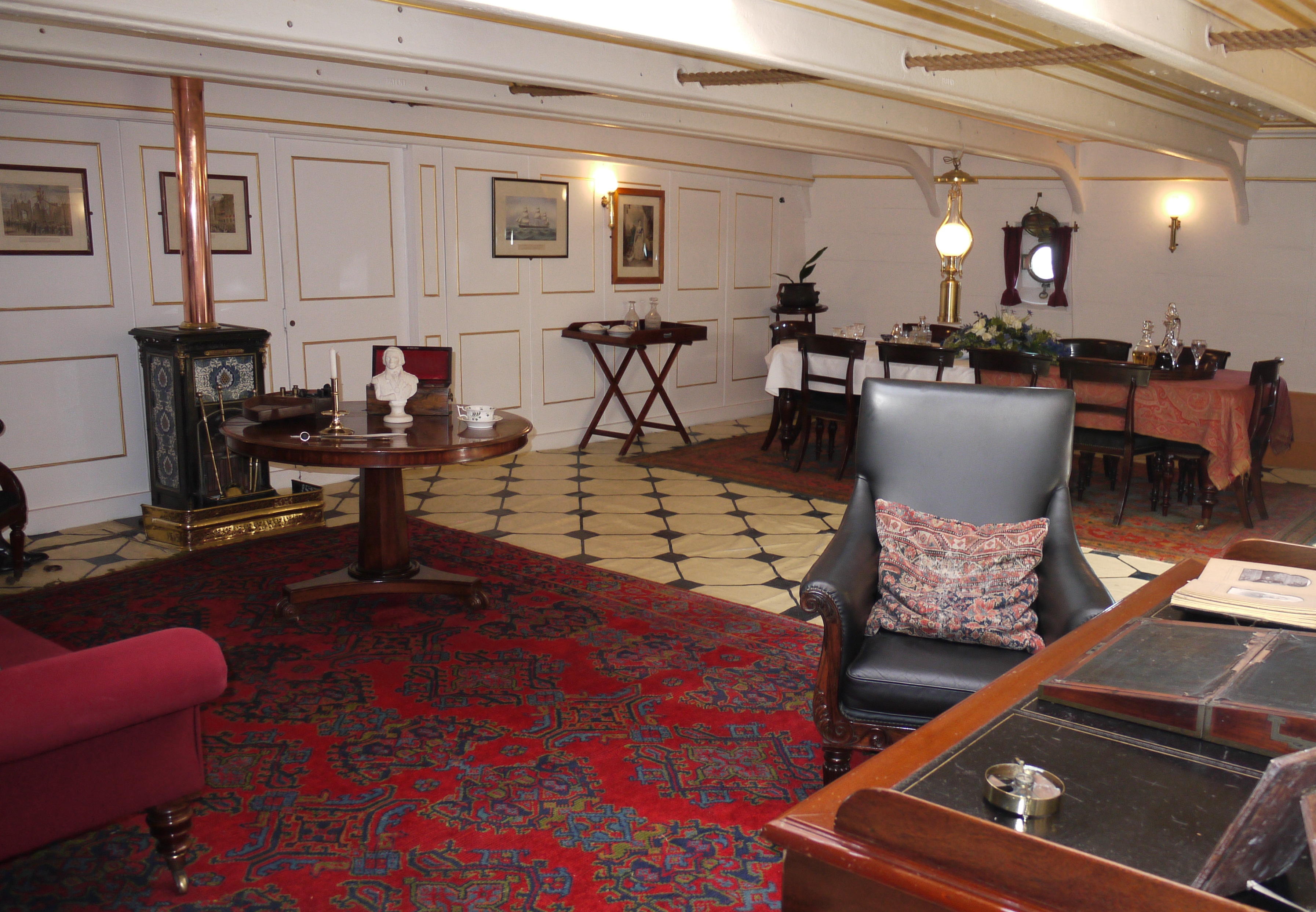
キャプテンのキャビン